# Елекційний сейм
Елекці́йний (виборний) сейм (лат. elector — той, що обирає) — сейм Речі Посполитої у XVI—XVIII століттях, що скликався для виборів короля. Відбувався після конвокаційного сейму. Часто в елекційних сеймах брали участь представники українського козацтва, духовенства та міщан.
Елекційний сейм передував коронації монархa. Проводився у Кракові (за винятком коронації у Варшаві Станіслава Августа Понятовського). На Сеймі кандидат в королі виконував усі документальні формальності, пов'язані з підготовкою його коронації. Головним чином, майбутній король повинен був підтвердити:
- Генрихові артикули, які вперше були подані сеймом 1573 року на затвердження новообраному королю Генріху Валуа (Volumina legum. T. 2.— S 150—153). Складені вперше як установка, що окреслювала обсяг і компетенцію королівської влади; обумовлювали взаємозобов'язання пануючого і підданих — шляхти. Затверджені при коронації Стефана Баторія 1576 року; під час сходження на престол наступників Баторія підтверджувалися без змін.
- Pacta conventa.

## Королі Речі Посполитої, обрані на елекційних сеймах
- Генріх Валуа (Henryk III Walezy) 1573—1574;
- Анна Ягеллонка 1575;
- Стефан Баторій (Stefan Batory) 1576—1586;
- Сигізмунд III Ваза (Zygmunt III Waza) 1587—1632;
- Владислав IV Ваза(Władysław IV Waza) 1632—1648 — отримав 3543 голосів виборців[1];
- Ян II Казимир Ваза (Jan II Kazimierz Waza) 1648—1668 отримав 4352 голосів виборців[1];
- Міхал Корибут Вишневецький  (Michał Korybut Wiśniowiecki) 1669—1673 отримав 11271 голос виборців[1];
- Ян Собеський(Jan III Sobieski) 1674—1696 отримав 3450 голосів виборців;
- Август II Фрідріх (August II Mocny) 1697—1706, 1709—1733 отримав 13641 голос виборців[1];
- Станіслав Лещинський (Stanisław I Leszczyński) 1704—1709, 1733—1736 отримав 11697 голосів виборців[1];
- Август III Фрідріх (August III Sas) 1733—1763;
- Станіслав Август Понятовський (Stanisław II August Poniatowski) 1764—1795 отримав 5320 голосів виборців[1].